# عزة لبيب
عزة لبيب (1 يونيو 1958 -)، ممثلة مصرية.

## عن حياتها
نشأت في القاهرة والتحقت بكلية الآداب في جامعة القاهرة، وحازت على شهادة في العلوم الاجتماعية ثم التحقت بالمعهد العالي للفنون المسرحية، وبعد تخرجها مثلت في التلفاز وكانت بدايتها مع محمد صبحي، وعملت في مسلسلات أرابيسك، زيزينيا، في الجزء الأول من يوميات ونيس، أوراق مصرية، برج الأكابر، هبة رجل الغراب (2013). وعملت في مسرحيات زيزو موهوب زمانه، زيزو ديجتال. ثم سافرت عام 2002 إلى كندا مع زوجها ثم عادت لتعمل في المسرح.

### حياتها الأسرية
متزوجة من الدكتور أحمد الشربيني رئيس المعهد القومي للاتصالات، وهو ابن الممثلة ليلى طاهر.

## أعمال[5]

### أفلام
| - بطل من الصعيد:1991-خادمة زوجة العمدة - دقات على بابي:1989-امتثال - البيه البواب:1987-امتثال - راجل بسبع أرواح:1987- | - عزبة الصفيح:1987- - قبل الوصول لسن الانتحار:1987-معتزة - سكة الندامة:1987-صبحية - من فضلك وإحسانك: 1986 - الوزير جاي:1986- | - المنتقمون:1985- - مكر امرأة:- - من فضلك واحسانك:-ليلى صديقة نور - مؤخر صداق:-ميرفت السكرتيرة |

### مسلسلات
| - حلوة الدنيا سكر - قوت القلوب 2: 2020 - هبة رجل الغراب (ج1) :2014، 2016، 2017- - بنات في بنات:2012-إنصاف - حقي برقبتي:2009-سميحة - أحلامك أوامر:2007- - تحياتى إلى العائلة الكريمة:2006- - والحب اقوى:2006- - ينابيع العشق:2005- - اعترافات الثعالب:2005- - جائزة نوفل:2002- - أوقات خادعة:1999-سامية بنت فرحات | - أوراق مصرية (ج1) :1998- - زيزينيا (ج1،2):1997، 2000-إلهام - أولاد الأصول:1995- - المهر:1994-عزة - يوميات ونيس (ج1) :1994-معتزة - أرابيسك-أيام حسن النعماني:1994-فتنة - هنادي:1993- - فى قلب الليل:1992-فاطمة - وكان لقاء:1992- - الطاووس:1991- | - العودة:1991-ضيفة شرف - تحت ظلال السيوف:1991- - وداعا يا ربيع العمر:1991- - مطلوب عروسة:1990- - الزهور لا تموت:1989- - هاربات من الماضي:1989- - حدث في بيت القاضي:1989- - اللقاء الثاني:1988- - سنبل بعد المليون:1987- - كوم الدكة:1987- | - برج الاكابر:1987- - الزنكلوني:1987- - الجراد والأرض:1986- - دوامة الحياة:1985- - لا يا ابنتي العزيزة:1979- - لم يكن أبدا لها:- - دع كل شيء لشلبي:- - البريمو:- - المرأة أصلها نمر:-مسعدة |

### مسرحيات
| - بدر البدور والبير المسحور:2013 - ماما أمريكا:1998 - تخاريف:1989 - بنت ضرار وسعدة | - وجهة نظر:1989 - ليلة من ألف ليلة:1977 - صورة ملهاش أصل: |

### أخرى
| - على شط بحر القلق:2013-مسلسل اذاعي - جناب الست رضا:1998-سهرة تليفزيونية - عمو فؤاد:1993-فوازير - المناسبات (1988) - فطوطة (الأفلام):1983-فوازير | - فطوطة (الشخصيات):1982-فوازير - الحب كلمة من حرفين:-سهرة تليفزيونية - المظلومة:-سهرة تليفزيونية - أغلب النساء يفعلن هذا:-سهرة تليفزيونية - اتصال انفصال اتصال:-سهرة تليفزيونية | - أيام الخوف:-سهرة تليفزيونية - الوهم:-سهرة تليفزيونية - ألوان:-سهرة تليفزيونية - الميراث:-سهرة تليفزيونية - الدفاع يتهم:-سهرة تليفزيونية |

## روابط خارجية
- عزة لبيب على موقع الدهليز
- عزة لبيب على موقع قاعدة بيانات الأفلام العربية